# Tour de Taiwán 2016
La 14.ª edición del Tour de Taiwán se disputó entre el 6 y el 10 de marzo de 2016 con un recorrido de 631,8 km en cinco etapas entre las localidad de Taipéi y el alto de Wutai.
La carrera formó parte de calendario UCI Asia Tour 2016 en categoría 2.1.

## Equipos participantes
Tomaron parte en la carrera 20 equipos: 3 Profesionales Continentales, 16 Continentales y la selección nacional de Taiwán. Formando así un pelotón de 99 ciclistas, de 5 corredores cada equipo (excepto el Tre Berg-Bianchi que salió con 4), de los que acabaron 86. Los equipos participantes fueron:
| Equipo                                      | Cód. UCI | Categoría               |
| ------------------------------------------- | -------- | ----------------------- |
| Drapac Professional Cycling                 | DPC      | Profesional Continental |
| UnitedHealthcare Professional Cycling Team  | UHC      | Profesional Continental |
| Nippo-Vini Fantini                          | NIP      | Profesional Continental |
| Pishgaman Giant Team                        | PKY      | Continental             |
| Tabriz Petrochemical Team                   | TPT      | Continental             |
| Vino 4-Ever                                 | V4E      | Continental             |
| Avanti IsoWhey Sports                       | AIW      | Continental             |
| Parkhotel Valkenburg Continental Team       | PVC      | Continental             |
| JLT Condor                                  | JLT      | Continental             |
| Hrinkow Advarics Cycleang                   | HAC      | Continental             |
| Cibel-Cebon                                 | CIB      | Continental             |
| Team Ukyo                                   | UKO      | Continental             |
| Utsunomiya Blitzen                          | BLC      | Continental             |
| Giant-Champion System Pro Cycling           | MSS      | Continental             |
| Team Tre Berg-Bianchi                       | TTB      | Continental             |
| SkyDive Dubai Pro Cycling Team-Al Ahli Club | SKD      | Continental             |
| Team Illuminate                             | ILU      | Continental             |
| RTS-Santic Racing Team                      | RTS      | Continental             |
| HKSI Pro Cycling Team                       | HKS      | Continental             |
| Selección de Taiwán                         | -        | Selección Nacional      |

## Etapas

### Etapa 1
Los resultados de la primera etapa fueron:
|   | Ciclista       | Equipo           | Tiempo         |
| - | -------------- | ---------------- | -------------- |
| 1 | William Clarke | Drapac           | 1h 40 min 34 s |
| 2 | Carlos Alzate  | UnitedHealthcare | m.t.           |
| 3 | Alexander Ray  | Illuminate       | m.t.           |

|   | Ciclista       | Equipo           | Tiempo         |
| - | -------------- | ---------------- | -------------- |
| 1 | Carlos Alzate  | UnitedHealthcare | 1h 40 min 22 s |
| 2 | William Clarke | Drapac           | a 2 s          |
| 3 | Alexander Ray  | Illuminate       | a 8 s          |

### Etapa 2
Los resultados de la segunda etapa fueron:
|   | Ciclista        | Equipo           | Tiempo         |
| - | --------------- | ---------------- | -------------- |
| 1 | Stepan Astafyev | Vino 4-Ever      | 2h 47 min 59 s |
| 2 | Marco Canola    | UnitedHealthcare | a 2 min 26 s   |
| 3 | Jason Lowndes   | Drapac           | a 2 min 26 s   |

|   | Ciclista        | Equipo                     | Tiempo          |
| - | --------------- | -------------------------- | --------------- |
| 1 | Stepan Astafyev | Cofidis, Solutions Crédits | 4 h 29 min 15 s |
| 2 | Carlos Alzate   | UnitedHealthcare           | a 1 min 32 s    |
| 3 | William Clarke  | Drapac                     | a 1 min 34 s    |

### Etapa 3
Los resultados de la tercera etapa fueron:
|   | Ciclista           | Equipo               | Tiempo         |
| - | ------------------ | -------------------- | -------------- |
| 1 | Peter Schulting    | Parkhotel Valkenburg | 2h 44 min 43 s |
| 2 | Anthony Giacoppo   | Avanti IsoWhey       | a 25 s         |
| 3 | Neil Van Der Ploeg | Avanti IsoWhey       | a 33 s         |

|   | Ciclista        | Equipo         | Tiempo          |
| - | --------------- | -------------- | --------------- |
| 1 | Ben O'Connor    | Avanti IsoWhey | 7 h 16 min 16 s |
| 2 | Kevin de Jonghe | Cibel-Cebon    | a 2 s           |
| 3 | Flavio de Luna  | lluminate      | m.t.            |

### Etapa 4
Los resultados de la cuarta etapa fueron:
|   | Ciclista       | Equipo               | Tiempo         |
| - | -------------- | -------------------- | -------------- |
| 1 | William Clarke | Drapac               | 4h 06 min 06 s |
| 2 | Edwin Ávila    | lluminate            | m.t.           |
| 3 | Marco Zanotti  | Parkhotel Valkenburg | m.t.           |

|   | Ciclista        | Equipo         | Tiempo           |
| - | --------------- | -------------- | ---------------- |
| 1 | Ben O'Connor    | Avanti IsoWhey | 11 h 22 min 22 s |
| 2 | Kevin de Jonghe | Cibel-Cebon    | a 2 s            |
| 3 | Flavio de Luna  | lluminate      | m.t.             |

### Etapa 5
Los resultados de la quinta etapa fueron:
|   | Ciclista          | Equipo                       | Tiempo          |
| - | ----------------- | ---------------------------- | --------------- |
| 1 | Robbie Hucker     | Avanti IsoWhey               | 3 h 52 min 54 s |
| 2 | Francisco Mancebo | Skydive Dubai - Al Ahli Club | a 14s           |
| 3 | Amir Kolahdozhagh | Pishgaman Giant              | a 1 min 05 s    |

|   | Ciclista          | Equipo                       | Tiempo           |
| - | ----------------- | ---------------------------- | ---------------- |
| 1 | Robbie Hucker     | Avanti IsoWhey               | 15 h 16 min 02 s |
| 2 | Francisco Mancebo | Skydive Dubai - Al Ahli Club | a 18 s           |
| 3 | Ben O'Connor      | Avanti IsoWhey               | a 37 s           |

## Clasificaciones finales
- Las clasificaciones finalizaron de la siguiente forma:

### Clasificación general
| Posición | Ciclista          | Equipo                       | Tiempo           |
| -------- | ----------------- | ---------------------------- | ---------------- |
|          | Robbie Hucker     | Avanti IsoWhey               | 15 h 16 min 02 s |
| 2.º      | Francisco Mancebo | Skydive Dubai - Al Ahli Club | a 18 s           |
| 3.º      | Ben O'Connor      | Avanti IsoWhey               | a 37 s           |
| 4.º      | Peter Schulting   | Parkhotel Valkenburg         | a 1 min          |
| 5.º      | Amir Kolahdozhagh | Pishgaman Giant              | a 1 min 12 s     |

### Clasificación por puntos
| Posición | Ciclista             | Equipo           | Puntos |
| -------- | -------------------- | ---------------- | ------ |
|          | Marco Canola         | UnitedHealthcare | 39     |
| 2.º      | Alexander Wetterhall | Tre Berg-Bianchi | 32     |
| 3.º      | William Clarke       | Drapac           | 30     |

### Clasificación de la montaña
| Posición | Ciclista           | Equipo               | Puntos |
| -------- | ------------------ | -------------------- | ------ |
|          | Peter Schulting    | Parkhotel Valkenburg | 35     |
| 2.º      | Bernard Sulzberger | Drapac               | 20     |
| 3.º      | Neil Van Der Ploeg | Avanti IsoWhey       | 20     |

### Clasificación por equipos
| Posición | Equipo               | Tiempo          |
| -------- | -------------------- | --------------- |
|          | Avanti IsoWhey       | 45 h 50 min 7 s |
| 2.º      | Pishgaman Giant      | a 2 min 37 s    |
| 3.º      | Tabriz Petrochemical | a 5 min 36 s    |

## Evolución de las clasificaciones
| Etapa (Vencedor)           | Clasificación general | Clasificación por puntos | Clasificación de la montaña | Clasificación por equipos |
| -------------------------- | --------------------- | ------------------------ | --------------------------- | ------------------------- |
| 1ª etapa (William Clarke)  | Carlos Alzate         | Carlos Alzate            | no se entregó               | Iluminate                 |
| 2ª etapa (Stepan Astafyev) | Stepan Astafyev       | Stepan Astafyev          | Stepan Astafyev             | Vino 4-Ever               |
| 3ª etapa (Peter Schulting) | Ben O'Connor          | Carlos Alzate            | Peter Schulting             | Iluminate                 |
| 4ª etapa (William Clarke)  | Ben O'Connor          | Marco Canola             | Peter Schulting             | Iluminate                 |
| 5ª etapa (Robbie Hucker)   | Robbie Hucker         | Marco Canola             | Peter Schulting             | Avanti IsoWhey            |
| Final                      | Robbie Hucker         | Marco Canola             | Peter Schulting             | Avanti IsoWhey            |